# Ultras Sur
Ultras Sur es un grupo ultra neofascista de extrema derecha seguidores del Real Madrid C. F. que fue fundado en 1980.

## Historia

### Comienzos
Ultras Sur nació en 1980 en el seno de la peña “Las banderas”, a la que llegaron una serie de jóvenes aficionados caracterizados por un mayor extremismo a la hora de apoyar al equipo. Tiempo después, fueron expulsados y comenzaron su andadura como grupo independiente.

### Altercados con el Real Madrid
A lo largo de la historia del grupo, se han registrado algunos incidentes con jugadores del Real Madrid CF, derivados, según la prensa, de la negativa de ayudarles económicamente a cambio de recibir su apoyo en la grada, otros futbolistas les han mostrado públicamente su apoyo. Uno de los más conocidos fue Juanito, jugador durante diez temporadas que murió en accidente de tráfico y a quien recuerdan en el minuto siete de cada partido en el Estadio Santiago Bernabéu cantando: «Illa, illa, illa, Juanito maravilla».
Durante la presidencia de Florentino Pérez (2000-2006), el grupo regresó a un sector acotado del Fondo Sur, pasando además por el control de que todos tenían que pasar por la puerta 28. Además, el club dejó de sufragar los gastos derivados de los traslados nacionales e internacionales de estos aficionados. El número de incidentes protagonizados se redujo considerablemente.
El grupo se mostró afín a Ramón Calderón, presidente del Real Madrid CF entre 2006 y principios de 2009.
En la temporada 2013/14 hay un cambio de directiva dentro del grupo a raíz de problemas internos que acaban en enfrentamientos entre sí, por ello la directiva madridista expulsa a sus miembros. Mes y medio después de ser expulsados del Estadio Santiago Bernabéu, se les volvió a permitir nuevamente la entrada a pesar de que dichos problemas internos no han cesado. Finalmente en el verano antes de empezar la temporada 2014/15 se tomó la decisión de prohibir la entrada de Ultras Sur, llegando al extremo incluso, de no poderse introducir material del grupo en el estadio, desde entonces US mantiene una guerra abierta con Florentino Pérez.

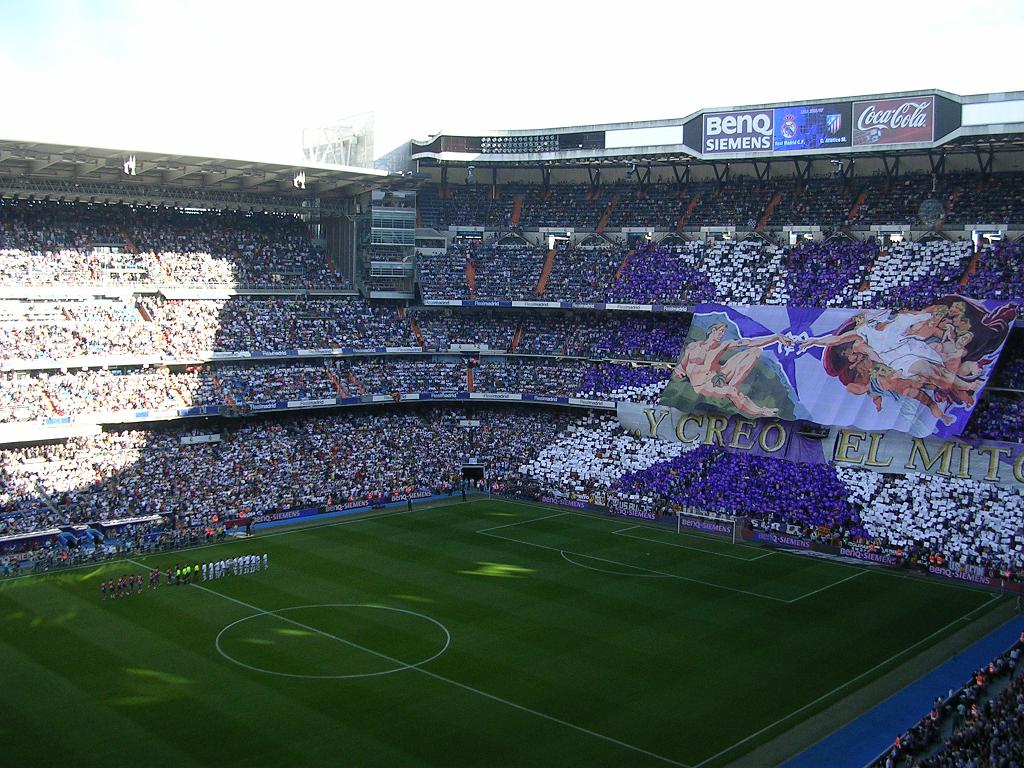
Tifo elaborado por Ultras Sur durante la temporada 2006/07.

### Ideología e incidentes
A pesar de las dificultades de acceder a este grupo, Ultras Sur ha sido objeto de algunos libros publicados por personas que han logrado infiltrarse en él. Un periodista oculto bajo el seudónimo de Antonio Salas publicó Diario de un skin, en el que describía el comportamiento del grupo dentro y fuera del estadio y su relación con el movimiento neonazi. Experiencias similares vivió el agente David Madrid, que publicó Insider, un policía que se coló en las gradas ultras y Tribus Urbanas. De entre los incidentes que provocó Ultras Sur, uno de los más sonados tuvo lugar el 1 de abril de 1998 durante la ida de las semifinales de la Liga de Campeones 1997-98 contra el Ballspielverein Borussia 09 e.V. Dortmund. Un centenar de ultras se subió a la valla metálica del fondo Sur del Estadio Santiago Bernabéu antes de comenzar el partido. La valla cedió y provocó el desplome de la portería, que estaba atada con cables a la misma. El partido comenzó con setenta y cinco minutos de retraso y el hecho le costó una fuerte sanción al club, que pasaría a tomar medidas más drásticas con el grupo a partir de entonces. Ultras Sur, que fue desplazado al tercer anfiteatro y posteriormente a la parte baja de la grada lateral, pasó por una época de fuerte crisis y, de los cerca de 2000 socios que anteriormente ocupaban el Fondo Sur, muchos acabaron marchándose.

## Alianzas
Desde 1988 guarda una fuerte alianza con las Brigadas Blanquiazules del RCD Espanyol y también mantienen una fuerte alianza con  Symmachiarii del Real Oviedo e Irriducibili del Lazio uno de los grupos más importantes de Europa y de los más peligrosos. Cuentan con la amistad de los Bad Gones del Olympique de Lyon. Por parte del madridismo cuenta con una amistad con Orgullo Vikingo.Se llevan muy bien con los Ultras de Austria Wien otro grupo muy importante del movimiento ultra de Europa.

## Rivalidades
Ultras Sur tiene una larga lista de enemigos entre los que destacan: Frente Atlético del Club Atlético de Madrid por la gran rivalidad entre estos equipos. Estos han tenido varias peleas e incidentes. Boixos Nois del FC Barcelona es otro de los grandes rivales de estos ultras, ya que los Boixos pese a compartir ideología de extrema derecha, defienden la independencia catalana, mientras que los Ultras Sur se identifican con ideología de extrema derecha española. Se conocen pocos incidentes que involucren directamente a ambos grupos. El siguiente grupo de Ultras enemistados con Ultras Sur son los Biris Norte del Sevilla FC por partes de la ideología, dado que los Biris Norte son de ideología de Extrema Izquierda. No se conocen incidentes entre estos dos más allá de un rifirrafe en el Aeropuerto de Barajas. Otro de los rivales de Ultras Sur son los Ultras Yomus del Valencia CF por la gran rivalidad que existe entre estos dos clubes. También guardan una fuerte rivalidad con Bukaneros del Rayo Vallecano en parte por la cercanía de estos y las ideologías contrarias ya que los Bukaneros son de extrema izquierda, estos dos grupos han tenido varias peleas entre ellas una con doce detenidos.